# دنیل مندل
دنیل مندل (انگلیسی: Daniel Mandell؛ ‏ ۱۳ اوت ۱۸۹۵ – ۸ ژوئن ۱۹۸۷) یک تدوین‌گر اهل ایالات متحده آمریکا بود.
از فیلم‌های او می‌توان به بازگشت به بهشت، کالیفرنیا درست روبه‌رو و بلندپرواز باش اشاره کرد.